# Germán Suárez Flamerich

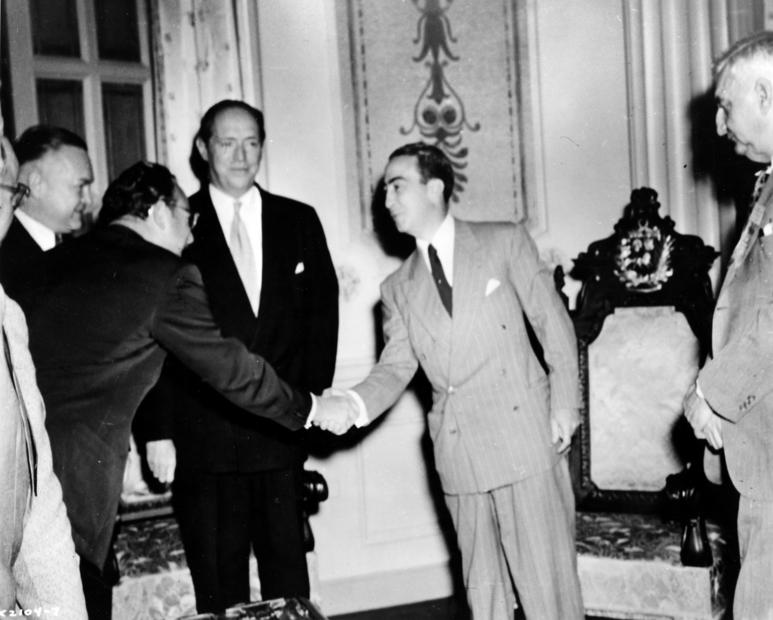
Germán Suárez Flamerich (mit hellem Anzug) 1951

Germán Suárez Flamerich (* 10. April 1907 in Caracas; † 24. Juni 1990 ebenda) war ein venezolanischer Anwalt, Universitätsprofessor, Diplomat und von 1950 bis 1952 Präsident von Venezuela.

## Leben

### Anfangsjahre und Karriere
Seine Eltern waren J.M. Suárez und Florinda Flamerich. Er studierte Rechtswissenschaften an der Universidad Central de Venezuela (UCV) in Caracas und nahm im Februar 1928 an einem gescheiterten Studentenaufstand (der „Generación de 28“ („Generation von 28“)) teil. Deswegen wurde er im April verhaftet (sowie von Oktober bis Dezember 1929).
1931 graduierte er sowohl als Rechtsanwalt als auch in Sozial- und Politikwissenschaften. Er arbeitete zunächst als Anwalt und ab 1936 als Professor an der UCV, wo er 1945 auch Dekan der Fakultät der Rechtswissenschaften wurde.
Als Rechtsberater der Militärregierung von Carlos Delgado Chalbaud wurde er 1949 Außenminister und 1950 Botschafter in Peru. Im Zuge der Ermordung von Carlos Delgado wurde er am 27. November 1950 zum Präsidenten ernannt.

### Präsidentschaft
Wegen des Zivilstands von Germán Suárez wurde die „Militär-“ zur „Regierungsjunta“ umbenannt, dennoch wurde er in der Öffentlichkeit nur als Instrument der anderen zwei Mitglieder (Verteidigungsminister Marcos Pérez Jiménez und Luis Felipe Llovera Páez) angesehen.
In den folgenden Jahren verfolgte diese Junta einerseits eine starke Repression von politisch oppositionellen Instituten und Personen (wie beispielsweise im Streik der Ölindustrie 1950 oder dem Schließen der UCV; es wurde auch das Internierungslager Guasina auf einer Insel im Orinoko wieder eröffnet), andererseits wurden auch Wahlen vorbereitet und Maßnahmen zur Förderung der Wirtschaft gesetzt (wie das Schaffen eines Ministeriums für Minen- und Kohlenwasserstoffe, einer Eisen- und Stahlindustrie oder dem Ausbauen des Straßennetzes).
Obwohl die am 30. November 1952 stattfindenden Wahlen von der Acción Democrática als Farce angesehen und daher boykottiert wurden, gewann die (nicht von der Regierung kontrollierte) Unión Republicana Democrática (URD). Die Junta erkannte daraufhin die Wahlen nicht an und putschte am 2. Dezember 1952, wobei viele Mitglieder der URD entweder verhaftet oder aus dem Land ausgewiesen wurden. Marcos Pérez Jiménez wurde als Übergangspräsident eingesetzt und schließlich am 9. Januar 1953 vom Kongress bestätigt.

### Letzte Jahre
Nach seiner Amtsenthebung ging Germán Flamerich bis 1954 ins Exil nach Europa. Danach kehrte er nach Caracas zurück, wo er als Anwalt arbeitete. 